# Sei Muka
Sei Muka is een bestuurslaag in het regentschap Batu Bara van de provincie Noord-Sumatra, Indonesië. Sei Muka telt 6325 inwoners (volkstelling 2010).